# (4110) Keats
(4110) Keats est un astéroïde de la ceinture principale.

## Description
(4110) Keats est un astéroïde de la ceinture principale. Il fut découvert le 13 février 1977 à l'Observatoire Palomar par Edward L. G. Bowell. Il présente une orbite caractérisée par un demi-grand axe de 3,10 UA, une excentricité de 0,12 et une inclinaison de 2,1° par rapport à l'écliptique.

## Compléments